# قره‌تپه (قره‌پشتلو)
قره‌تپه یک منطقهٔ مسکونی در ایران است که در دهستان قره‌پشتلو بالا واقع شده‌است. قره‌تپه ۶۴۸ نفر جمعیت دارد.